# Nymphalis hazara
Nymphalis hazara är en fjärilsart som beskrevs av Colin W. Wyatt och Keiichi Omoto 1966. Nymphalis hazara ingår i släktet Nymphalis och familjen praktfjärilar. Inga underarter finns listade i Catalogue of Life.